# セレブリティ (テレビドラマ)
『セレブリティ』（朝: 셀러브리티）は、2023年6月30日からNetflixで配信された大韓民国のテレビドラマである。華麗なインフルエンサー界を舞台に、世界で社会問題となっている誹謗中傷をミステリータッチに描かれてゆく。日本を含む全世界で配信されている。

## あらすじ
かつては裕福な父の恩恵を受けていたソ・アリ（パク・ギュヨン）は父の死後、クリーニング店を営む母と共に貧しく暮らしている。現在は化粧品会社で勤務しているが、元同級生のオ・ミネ（チョン・ヒョソン）にインフルエンサー仲間のパーティーへ招待される。やがて、アリは名声のためにインフルエンサー界に足を踏み入れるが、フォロワーの競争力が激しい狂気の世界だった。

## 登場人物

### 主要人物
ソ・アリ
演 - パク・ギュヨン、日本語吹替 - 織江珠生
ヒロイン。化粧品会社の販売員として勤務していたが、トップインフルエンサーへ昇り詰めてゆく。
以前はアイビー・リーグに留学していたが、父の死を受けて中退。
ハン・ジュンギョン
演 - カン・ミンヒョク、日本語吹替 - 河本啓佑
化粧品「ザ・ヒューコスメ」社長。自分を変態扱いしたアリに興味を持つ。
ユン・シヒョン
演 - イ・チョンア、日本語吹替 - 尼子絢那
国会議員の娘で、ヘウン文化財団理事長。インフルエンサー集団「佳賓会」のリーダー。
アリとの出会いが自身の人生を左右する。
チン・テジョン
演 - イ・ドンゴン、日本語吹替 - 水沢拓末
シヒョンの夫、大手法律事務所「テガン」の代表弁護士。
インフルエンサーとなったアリを快く思わない。
オ・ミネ
演 - チョン・ヒョソン、日本語吹替 - 舩津丸葵
インフルエンサー、「佳賓会」のメンバー。アリの高校時代の同級生。
アリがインフルエンサー界に足を踏み入れるきっかけとなった人物。

### 特別出演
清掃員
演 - イ・ジュノ

## スタッフ
- 脚本：キム・イヨン
- 演出：キム・チョルギュ
- 制作：スタジオドラゴン